# Forêts de Rance
Forêts de Rance este o arie protejată (arie specială de conservare — SAC, sit de importanță comunitară — SCI, arie de protecție specială avifaunistică — SPA) din Belgia întinsă pe o suprafață de 988,47 ha, integral pe uscat.

## Localizare
Centrul sitului Forêts de Rance este situat la coordonatele 50°09′28″N 4°14′59″E / 50.157639°N 4.2498°E.

## Înființare
Situl Forêts de Rance a fost declarat arie de protecție specială avifaunistică în decembrie 2016 pentru a proteja 1 specie de plante și 7 specii de animale. Alte tipuri de protecție:
- sit de importanță comunitară (în octombrie 2002)
- arie specială de conservare (în decembrie 2016)[1][3][4]

## Biodiversitate
Situată în ecoregiunea continentală, aria protejată conține 12 habitate naturale: Ape stătătoare oligotrofe până la mezotrofe, cu vegetație de Littorelletea uniflorae și/sau de Isoëto-Nanojuncetea, Lacuri eutrofice naturale cu vegetație de tip Magnopotamion sau Hydrocharition, Cursuri de apă de la nivel de câmpie la nivel montan, cu vegetație Ranunculion fluitantis și Callitricho-Batrachion, Formațiuni ierboase bogate în specii de Nardus, dezvoltate pe substraturi silicioase în zone montane (și în zone submontane, în Europa continentală), Pajiști cu Molinia pe soluri calcaroase, turboase sau argilos-nămoloase (Molinion caeruleae), Liziere de ierburi înalte hidrofile de câmpie și de nivel montan până la alpin, Fânețe de joasă altitudine (Alopecurus pratensis, Sanguisorba officinalis), Păduri de fag Luzulo-Fagetum, Păduri de fag acidofile atlantice, cu subarboret de Ilex și, uneori, de asemenea, Taxus, la nivelul arbuștilor (Quercion robori-petraeae sau Ilici-Fagenion), Păduri de fag Asperulo-Fagetum, Păduri de stejar sau de stejar și carpen sub-atlantice și medio-europene de Carpinion betuli, Păduri aluvionare cu Alnus glutinosa și Fraxinus excelsior (Alno-Padion, Alnion incanae, Salicion albae).
La baza desemnării sitului se află mai multe specii protejate:
- plante (1): Leucobryum glaucum
- păsări (3): ciocănitoarea de stejar (Dendrocopos medius), ciocănitoare neagră (Dryocopus martius), viespar (Pernis apivorus)
- pești (2): zglăvoacă (Cottus gobio), Rhodeus sericeus
- reptile (2): șarpe de casă (Natrix natrix), șopârlă de munte (Zootoca vivipara)

Pe lângă speciile protejate, pe teritoriul sitului au mai fost identificate 1 specie de plante, 6 specii de amfibieni, 4 specii de mamifere, 1 specie de nevertebrate.